# Oleszka
Oleszka (niem. Oleschka) – wieś w Polsce, położona w województwie opolskim, w powiecie krapkowickim, w gminie Zdzieszowice. Najpiękniejsza Wieś Województwa Opolskiego 2023 w kategorii debiut. 
W latach 1975–1998 wieś administracyjnie należała do ówczesnego województwa opolskiego.
Miejscowość położona jest u stóp Góry Świętej Anny, do której prowadzą liczne ścieżki oraz szlaki turystyczne. 

## Integralne części wsi
| SIMC    | Nazwa | Rodzaj     |
| ------- | ----- | ---------- |
| 0505616 | Skały | przysiółek |

Od 1950 r. wieś administracyjnie należy do województwa opolskiego.

## Historia

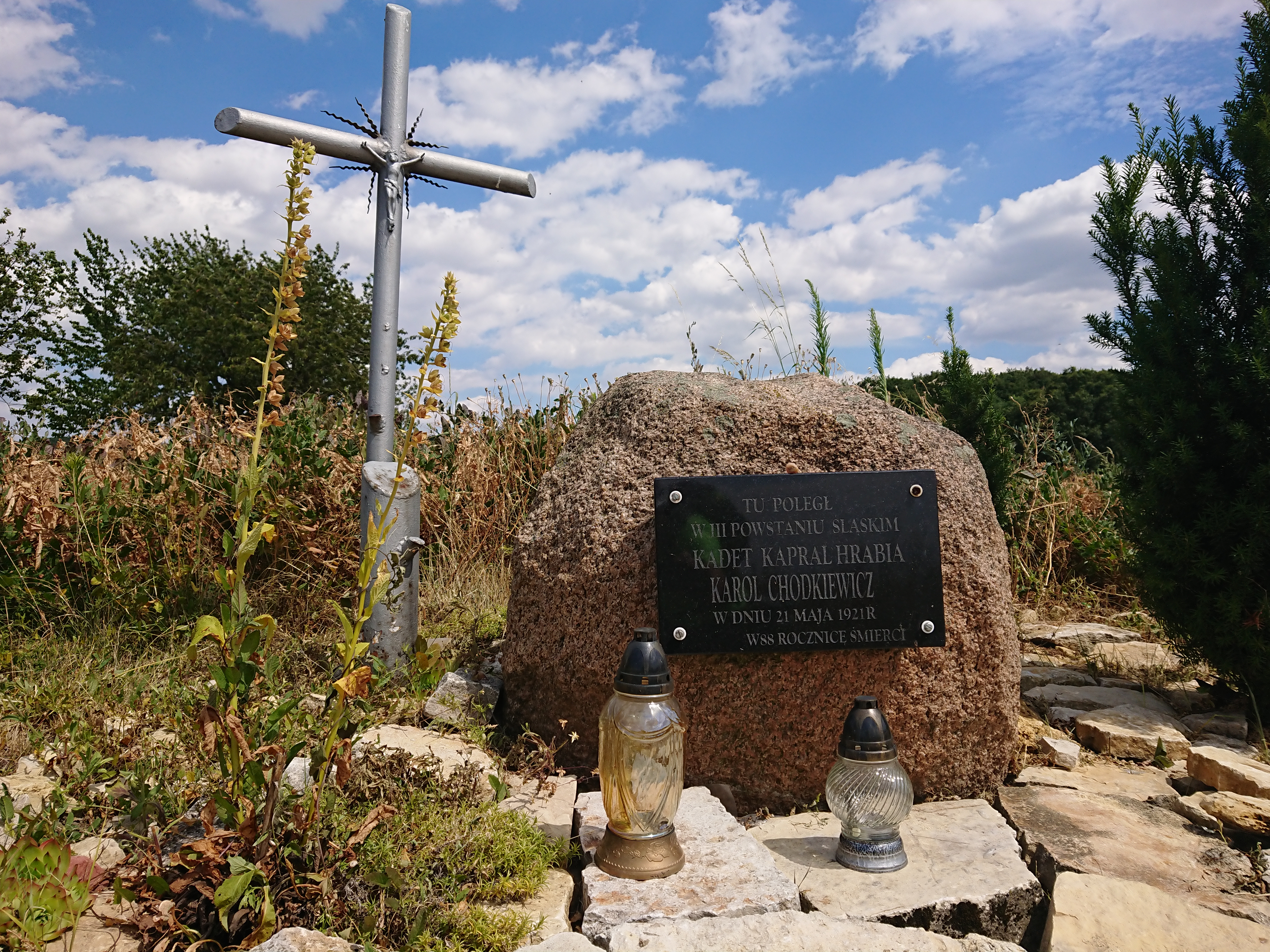
Głaz upamiętniający poległego dnia 21.05.1921 r. kadeta lwowskiego hrabiego Karola Chodkiewicza

W 1910 roku 275 mieszkańców mówiło w języku polskim, a 2 posługiwało się językiem niemieckim. W wyborach komunalnych w listopadzie 1919 roku wszystkie 40 głosów oddano na kandydatów z list polskich, którzy zdobyli maksymalną liczbę 9 mandatów. Podczas plebiscytu w 1921 roku we wsi uprawnionych do głosowania było 188 mieszkańców (w tym 32 emigrantów). Za Polską głosowały 102 osoby, za Niemcami 81 mieszkańców.
Oleszka była miejscem walk w czasie III powstania śląskiego w 1921 roku. 8 maja wieś została zdobyta przez baon Jana Faski z Podgrupy „Bogdan”. W kolejnych tygodniach miejscowość stanowiła ważny punkt obrony wojsk polskich, osłaniający od północy Górę Świętej Anny. Oleszka obsadzona była przez odwodowy pododdział pułku pszczyńskiego Franciszka Rataja. 21 maja, podczas ofensywy niemieckiej w kierunku Góry św. Anny, Oleszka została zaatakowana przez wchodzący w skład Selbstschutz Obershlesien 2. Batalion Freikorps Oberland pod dowództwem kpt. Friedricha-Wilhelma von Chappuis. Kiedy siły niemieckie (1. Batalion Oberlandu) dotarły do wyznaczonego celu na grzbiecie masywu naprzeciwko Góry św. Anny szykując się do szturmu, kpt. von Chappuis został zatrzymany w Oleszce walcząc o jej opanowanie. Do zajęcia wsi wykorzystano dwa działa przejęte od Polaków po ich wycofaniu się z Zakrzowa. Zaczęto ostrzeliwać Oleszkę z zakrytego stanowiska (z odległości około 1200 metrów). W tym samym czasie von Chappuis przygotował atak koncentryczny: wszystkie kompanie, którymi dysponował, uderzyły z obu flanek na południu i na północy oraz centralnie od zachodu, a jednocześnie niewielki oddział, który obszedł miejscowość, otworzył ogień od wschodu, co zagroziło okrążeniem polskiego pułku. Zmusiło to broniących Oleszkę powstańców, również posiadających baterię dział polowych, do wycofania się do Żyrowy. Około południa miejscowość wpadła w ręce Niemców.
W czasie walk zginął hrabia Karol Chodkiewicz, co upamiętnia tablica na ścianie tamtejszej kaplicy, a także symboliczny głaz umiejscowiony na pobliskim polu.
W efekcie niemieckiego terroru antypowstańczego zginęło trzech mieszkańców Oleszki: Józef Kowolik, Przewdzinek i Franciszek Bomba, który zginął śmiercią męczeńską podczas masakry dokonanej przez Selbstschutz Oberschlesien w Strzebniowie, gdzie zamordowano 7 powstańców oraz 18 osób spośród miejscowej ludności cywilnej.

Do ostrej walki dochodzi jedynie z oddziałami nacierającymi na Oleszkę. Powstańcy bronią się zaciekle, muszą jednak ustąpić przeważającym liczebnie i pod względem uzbrojenia wrogowi. Mamy dotkliwe straty. W ręce nieprzyjaciela wpadło kilkunastu ciężko rannych powstańców, co równoznaczne było z wyrokiem śmierci. Zginęło wówczas trzech młodziutkich kadetów lwowskich: Zygmunt Zakrzewski, pochodzący z Jędrzejowa, 17-letni Zygmunt Toczyłowski i (...) Karol Chodkiewicz.

Podczas akcji germanizacyjnej nazw miejscowych i fizjograficznych na Górnym Śląsku historyczna nazwa niemiecka Oleschka została w lipcu 1936 r. zastąpiona przez administrację nazistowską nazwą Nieder Erlen.
W 2023 roku miejscowość uzyskała tytuł Najpiękniejszej Wsi Województwa Opolskiego w kategorii debiut.